# 스와시
스와시(일본어: 諏訪市)는 일본 나가노현 난신 지방에 있는 시로 스와호와 인접하는 공업도시이다.
스와호와 가미스와 온천, 스와 대사의 상사(본궁), 기리가봉을 포함하는 관광도시이기도 하다. 세이코 엡슨의 본사 및 기간 부문, 다케야 미소의 본사가 있다. 에도 시대에는 다카시마번의 성시였다. 전후에 시계, 카메라, 렌즈 등의 생산 시설이 들어왔다. 스와시 주변의 3시 2정 1촌이 이루는 스와 광역 연합의 한 도시이자 중심 도시이다.

## 지리
북서부는 스와호와 접하고 서부, 동부는 산지이며 남쪽은 지노시, 후지미 고원이 보이는 스와 분지의 거의 중앙에 위치한다. 나가노현 내에서는 난신 지방 스와 지역으로 분류된다. 현내 주요 도시와의 위치 관계는 일반적인 교통 수단을 이용했을 경우 현청 소재지인 나가노시에서 남쪽으로 약 100km 거리이다. 교통 수단으로는 주오 자동차도, 동일본 여객철도 주오 본선이 시내를 거의 남북으로 지난다. 도쿄에서는 2시간이 걸리고 주오 자동차도를 경유해 나고야에서도 2시간 정도로 접근할 수 있어 이러한 도시권에서 교통편이 비교적 좋다.
야마나시현과 비교적 가깝고 방해가 되는 산이 없어 날씨가 좋을 때는 장소에 따라서는 평지에서도 후지산을 볼 수 있다.

### 기후
| 스와시의 기후                                                | 스와시의 기후 | 스와시의 기후 | 스와시의 기후 | 스와시의 기후 | 스와시의 기후 | 스와시의 기후 | 스와시의 기후 | 스와시의 기후 | 스와시의 기후 | 스와시의 기후 | 스와시의 기후 | 스와시의 기후 | 스와시의 기후   |
| 월                                                           | 1월           | 2월           | 3월           | 4월           | 5월           | 6월           | 7월           | 8월           | 9월           | 10월          | 11월          | 12월          | 연간            |
| ------------------------------------------------------------ | ------------- | ------------- | ------------- | ------------- | ------------- | ------------- | ------------- | ------------- | ------------- | ------------- | ------------- | ------------- | --------------- |
| 역대 최고 기온 °C (°F)                                       | 16.9 (62.4)   | 17.7 (63.9)   | 22.9 (73.2)   | 29.2 (84.6)   | 31.0 (87.8)   | 32.5 (90.5)   | 34.8 (94.6)   | 35.5 (95.9)   | 33.2 (91.8)   | 28.7 (83.7)   | 22.9 (73.2)   | 19.7 (67.5)   | 35.5 (95.9)     |
| 일평균 최고 기온 °C (°F)                                     | 3.8 (38.8)    | 5.1 (41.2)    | 9.8 (49.6)    | 16.1 (61.0)   | 21.5 (70.7)   | 24.5 (76.1)   | 28.2 (82.8)   | 29.5 (85.1)   | 24.7 (76.5)   | 18.5 (65.3)   | 12.7 (54.9)   | 6.8 (44.2)    | 16.8 (62.2)     |
| 일일 평균 기온 °C (°F)                                       | −1.1 (30.0)   | −0.2 (31.6)   | 4.0 (39.2)    | 10.0 (50.0)   | 15.5 (59.9)   | 19.3 (66.7)   | 23.2 (73.8)   | 24.1 (75.4)   | 19.8 (67.6)   | 13.4 (56.1)   | 7.3 (45.1)    | 1.9 (35.4)    | 11.4 (52.6)     |
| 일평균 최저 기온 °C (°F)                                     | −5.5 (22.1)   | −5.0 (23.0)   | −1.0 (30.2)   | 4.4 (39.9)    | 10.2 (50.4)   | 15.2 (59.4)   | 19.6 (67.3)   | 20.3 (68.5)   | 16.2 (61.2)   | 9.4 (48.9)    | 2.7 (36.9)    | −2.4 (27.7)   | 7.0 (44.6)      |
| 역대 최저 기온 °C (°F)                                       | −20.9 (−5.6)  | −23.1 (−9.6)  | −16.5 (2.3)   | −7.3 (18.9)   | −0.7 (30.7)   | 4.1 (39.4)    | 10.3 (50.5)   | 9.7 (49.5)    | 2.7 (36.9)    | −2.4 (27.7)   | −7.0 (19.4)   | −15.6 (3.9)   | −23.1 (−9.6)    |
| 평균 강수량 mm (인치)                                        | 43.3 (1.70)   | 50.6 (1.99)   | 89.0 (3.50)   | 92.8 (3.65)   | 111.7 (4.40)  | 155.1 (6.11)  | 194.0 (7.64)  | 140.8 (5.54)  | 176.9 (6.96)  | 136.8 (5.39)  | 69.0 (2.72)   | 41.6 (1.64)   | 1,301.5 (51.24) |
| 평균 강설량 cm (인치)                                        | 27 (11)       | 24 (9.4)      | 8 (3.1)       | 1 (0.4)       | 0 (0)         | 0 (0)         | 0 (0)         | 0 (0)         | 0 (0)         | 0 (0)         | 0 (0)         | 10 (3.9)      | 71 (28)         |
| 평균 강수일수 (≥ 1.0 mm)                                     | 4.8           | 5.5           | 8.3           | 8.9           | 9.6           | 11.9          | 13.2          | 10.4          | 10.5          | 8.5           | 6.3           | 5.3           | 103.2           |
| 평균 강설일수 (≥ 1 cm)                                       | 5.8           | 4.7           | 2.0           | 0.2           | 0             | 0             | 0             | 0             | 0             | 0             | 0             | 2.2           | 14.9            |
| 평균 상대 습도 (%)                                           | 71            | 69            | 66            | 64            | 67            | 74            | 77            | 75            | 78            | 78            | 75            | 72            | 72              |
| 평균 월간 일조시간                                           | 184.4         | 179.6         | 199.1         | 204.4         | 212.2         | 161.4         | 169.5         | 199.4         | 152.9         | 162.8         | 166.9         | 171.8         | 2,164.8         |
| 출처: 일본 기상청 (평년값: 1991년~2020년, 극값: 1945년~현재) |               |               |               |               |               |               |               |               |               |               |               |               |                 |

## 역사
조몬 시대, 야요이 시대의 고고 유적이 분포하고 고원을 중심으로 취락 유적이 분포하며 중세에는 스와의 고쿠닌인 스와씨가 다스렸다. 근세에는 다카시마번령으로 다카시마성을 번청으로 하였으며 스와씨가 통치하였다. 에도 시대에 정비된 고슈 가도의 종착점으로 역참 마을로 번창하였다.
- 1871년 - 폐번치현으로 다카지마현에 속했다가 이후 지쿠마현에 편입되었다.
- 1874년 10월 13일 - 가미스와촌, 시가촌이 성립하였다.
- 1874년 10월 22일 - 도요타촌, 나카스촌, 고난촌이 성립하였다.
- 1876년 - 나가노현에 편입되었다.
- 1891년 - 가미스와촌이 정으로 승격해 가미스와정이 되었다.
- 1941년 8월 10일 - 스와군 가미스와정, 도요타촌, 시가촌이 합병해 스와시가 탄생하였다.
- 1955년 4월 1일 - 스와군 나카스촌 및 고난촌을 편입하였다.

## 교통

### 철도
- 도카이 여객철도 주오 본선

### 도로
- 주오 자동차도
- 국도 20호선

## 인구
| 연도 | 인구   | ±%     |
| ---- | ------ | ------ |
| 1940 | 37,547 | —      |
| 1950 | 42,693 | +13.7% |
| 1960 | 44,035 | +3.1%  |
| 1970 | 48,125 | +9.3%  |
| 1980 | 50,558 | +5.1%  |
| 1990 | 52,464 | +3.8%  |
| 2000 | 53,858 | +2.7%  |
| 2010 | 51,211 | −4.9%  |

## 같이 보기
- 스와호